# Анненков Микола Іванович
Мико́ла Іва́нович Анненко́в (3 травня 1819 — †21 серпня 1889) — російський ботанік, діяч в галузі сільського і лісового господарства.

## Біографічні відомості
Народився в Петербурзі. Початкову освіту здобув у приватному пансіоні, потім навчався в гімназії в Москві. У 1843 році закінчив філософський факультет Московського університету й одержав науковий ступінь кандидата природничих наук. Будучи ще студентом, Анненков звернув увагу професорів: зоолога До. Ф. Рульє і ботаніка Фішера, у тому числі перший керував його практичними заняттями геологією, зоологією і палеонтологією в околицях Москви, а другий рекомендував Московському суспільству сільського господарства для ботанічних робіт.
З 1844 року працював учителем ботаніки Московської землеробської школи,  1845 викладав географію в московській 2-ї гімназії, з 1847 року викладав географію в Московському Олександрівському сирітському інституті. У 1849-1851 роках М.І. Анненков видав перший в Росії гербарій флори Московської губернії, де розглянув близько 800 видів рослин. У 1850 році, за дорученням Московського товариства сільського господарства, їздив у маєток Шатілова (село Мохове Тульської губернії) для вивчення способів культури лісу і огляду лісових розсадників, влаштованих лісничим Ф.Х. Майєром. Цю поїздку описав під заголовком «Поїздка в село Мохове 1850» і тоді ж її було опубліковано в «Журналі Московського товариства сільського господарства».
У 1851 році М.І. Анненков призначений на посаду інспектора. В 1851 Анненков їздив за дорученням Товариства в Лондон для огляду Всесвітньої виставки та вивчення способів викладання в різних західно-європейських сільськогосподарських школах; тоді ж видав свій курс «Лісівництва» (Москва, 1851) для Землеробської школи.
Впродовж 1853-1863 роках очолював Московську Землеробську школу. У 1854 був обраний директором Лісового комітету, знову заснованого при Московському суспільстві сільського господарства, і протягом двох років видав два томи «Записок Комітету лісівництва» (1857 та 1859).
З 1857 — директор Комітету акліматизації Московського товариства сільського господарства; 1863—1875 — директор Уманського училища садівництва, значному розвиткові якого сприяв. Після його реорганізації в 1868 - директором Уманського училища землеробства і садівництва і Царіцин саду в Софіївці.  М.І. Анненков стояв біля витоків організації Уманської лісівничої школи, славетної відомими лісівниками. У 1861-1863 роках видавав «Газету для сільських господарів», редагував журналів «Сільське господарство», «Записки Комітету акліматизації».
1875 року через хворобу мав їхати за кордон на лікування, чому і вийшов у відставку.

## Праці
Основною працею є широко відомий свого часу «Ботанічний словник» (1878), в якому записано багато українських народних назв рослин. Видав уперше в Росії «Гербарій» рослин московської флори, що став зразком для інших видань, присвячених вивченню російської флори.
- Observations sur la floraison de quelques plantes cultivées, faites à Moscou pendant les années 1844, 1845, 1846, 1847 et 1848 // Bulletin de la Société Impériale des * * *
- Naturalistes de Moscou. — 1849. — Vol. III. — P. 257—280. (фр.) — то же, Erman, Archiv X, 1851, pp. 234—259
- Flora mosquensis exsiccata. Cent. I—V // Bulletin de la Société Impériale des Naturalistes de Moscou. — 1849. — Vol. IV. — P. 620—624. (фр.) — эксикат флоры Московской губернии — впервые в России (800 видов растений в трёх выпусках)
- Flora mosquensis exsiccata. Cent. I—V // Bulletin de la Société Impériale des Naturalistes de Moscou. — 1850. — Vol. II. — P. 680—681. (фр.)
- Наблюдения над развитием дикорастущих растений Московской губернии // Журн. сельск. хоз-ва и овцеводства. — 1850. — Вып. 6, 7, 8, 9. — С. 221, 55, 9, 279.

Нагороди
Крім інших нагород, за вчені праці Анненков отримав:
- від Імператора Олександра II діамантовий перстень із рубіном (за «Ботанічний словник»);
- Велику золоту медаль від Імператорського Паризького товариства акліматизації;
- Велику золоту медаль від Московського товариства акліматизації;
- Середню золоту медаль від Московського товариства любителів садівництва;
- Велику срібну медаль від Імператорського вільного економічного товариства.